# Ernst Lindemann
Ernst Lindemann (ur. 28 marca 1894 w Altenkirchen, zm. 27 maja 1941) – niemiecki oficer marynarki, dowódca pancernika „Bismarck”.

## Życiorys
W 1913 wstąpił do niemieckiej marynarki cesarskiej (Kaiserliche Deutsche Marine). W kwietniu 1914 rozpoczął naukę w Szkole Marynarki w Mürwik, którą przerwał wybuch I wojny światowej. W 1915 Lindemann został awansowany do stopnia porucznika. Po wojnie służył na pancerniku „Hannover”. W 1925 w randze kapitana został oficerem sztabowym dowództwa rejonu Bałtyku Reichsmarine w Kilonii.
W późniejszych latach służył na okrętach: „Elsaß”, „Schleswig-Holstein” i „Admiral Scheer”. W 1936 został komendantem Szkoły Artylerii Kriegsmarine. W 1938 awansował do stopnia komandora (Kapitän zur See). Wiosną 1940 mianowany dowódcą pancernika „Bismarck”; zginął na pokładzie „Bismarcka” podczas walki z Brytyjczykami na północnym Atlantyku 27 maja 1941.
Pośmiertnie został odznaczony 27 grudnia 1941 Krzyżem Rycerskim Krzyża Żelaznego za zatopienie krążownika liniowego HMS „Hood”.

### Kariera
- 1915 – porucznik marynarki (Oberleutnant zur See)
- 1925 – kapitan marynarki (Kapitänleutnant)
- 1932 – komandor podporucznik (Korvettenkapitän)
- 1936 – komandor porucznik (Fregattenkapitän)
- 1938 – komandor (Kapitän zur See)

## Odznaczenia
- Krzyż Żelazny (1914)[1][2]
  - II klasy
  - I klasy
- Krzyż Fryderyka Augusta (Oldenburg)[2]
- Order Półksiężyca (Imperium Osmańskie)[2]
- Krzyż Żelazny (1939)
  - II Klasy
  - I Klasy
- Krzyż Rycerski Krzyża Żelaznego (27 grudnia 1941) pośmiertnie